# Martin Trdla
Martin Trdla (10. května 1974 – 28. srpna 2014 Sněžka) byl český sportovec, který se věnoval BASE jumpingu. Začal s ním v Norsku v roce 1991, když se předtím věnoval například jeskyňářskému sportu. Zpočátku se BASE jumpingu věnoval samostudiem, kdy skákal z komínů, vysokých antén či budov. Roku 2004 pak využil možnosti seskočit si v Itálii ze skály, tedy z přírodního objektu, které on preferoval. Během přípravy na skok se navíc seznámil s Američanem Raleighem Collinsem, zkušeným skokanem. Skokům se pak věnoval i nadále a v roce 2010 například volným pádem skočil do 138,5 metru hluboké propasti Macocha.
Dne 28. srpna 2014 plánoval na rogalu přeletět Sněžku a poté se z něj odrazit, skočit a přistát v Obřím dole. Když Trdla odstartoval a chystal se na seskok, nemělo jeho rogalo dostatečnou výšku nad terénem. V tu chvíli měl aktivovat padák, jenže sportovec místo toho pokračoval dále v letu. Jakmile se pak dostal k Obřímu dolu, byl již příliš nízko na bezpečný seskok a ačkoliv padák aktivoval, otevřel se mu až těsně před tím, než jeho tělo narazilo do země na polské straně Sněžky. Náraz mu způsobil mnohačetná poranění, jimž na místě podlehl. Při vyšetřování se navíc ukázalo, že kluzák nebyl zkonstruován tak, aby umožnil pevný odraz jaký dovolují pevné objekty skal, komínů či výškových budov.